# John Ibbitson
John Ibbitson (né en 1955 à Gravenhurst, en Ontario) est un journaliste canadien. Depuis 1999, il est écrivain politique et chroniqueur pour The Globe and Mail.